# Araçarí collroig oriental
L'araçarí collroig oriental (Pteroglossus bitorquatus) és una espècie d'ocell de la família dels ramfàstids (Ramphastidae) que habita la selva humida del Brasil amazònic i zona limítrofa de l'est de Bolívia.

## Taxonomia
En general s'ha considerat que aquesta espècie engloba també l'araçarí collroig oriental (Pteroglossus sturmii Natterer, 1843) però altres autors les consideren espècies diferents.